# 8630 Billprady
8630 Billprady è un asteroide della fascia principale. Scoperto nel 1981, presenta un'orbita caratterizzata da un semiasse maggiore pari a 2,2820052 au e da un'eccentricità di 0,1421129, inclinata di 3,88187° rispetto all'eclittica.
L'asteroide è dedicato allo sceneggiatore statunitense Bill Prady.